# Comuna de Jabłoń
Jabłoń (polaco: Gmina Jabłoń) é uma gminy (comuna) na Polónia, na voivodia de Lublin e no condado de Parczewski. A sede do condado é a cidade de Jabłoń.
De acordo com os censos de 2004, a comuna tem 4233 habitantes, com uma densidade 38,1 hab/km².

## Área
Estende-se por uma área de 110,98 km², incluindo:
- área agricola: 78%
- área florestal: 13%

## Demografia
Dados de 30 de Junho 2004:
|                      | Total   | Total | Mulheres | Mulheres | Homens  | Homens |
| -------------------- | ------- | ----- | -------- | -------- | ------- | ------ |
|                      | pessoas | %     | pessoas  | %        | pessoas | %      |
| População            | 4233    | 100   | 2104     | 49,7     | 2129    | 50,3   |
| Densidade (pop./km²) | 38,1    | 100   | 19       | 19       | 19,2    | 19,2   |

De acordo com dados de 2002, o rendimento médio per capita ascendia a 1479,47 zł.

## Subdivisões
- Antopol, Dawidy, Gęś, Holendernia, Jabłoń, Kalinka, Kolano, Kolano-Kolonia, Kudry, Łubno, Paszenki, Puchowa Góra.

## Comunas vizinhas
- Dębowa Kłoda, Milanów, Parczew, Podedwórze, Wisznice